# Cryptocellus striatipes
Cryptocellus striatipes är en spindeldjursart som beskrevs av Cooke och Mohammad U. Shadab 1973. Cryptocellus striatipes ingår i släktet Cryptocellus och familjen Ricinoididae. Inga underarter finns listade i Catalogue of Life.